# Carlos Alberto Riccelli
Carlos Alberto Riccelli (ur. 3 lipca 1946 w São Paulo) – brazylijski aktor telewizyjny, filmowy i teatralny, także reżyser.

## Życiorys

### Kariera
Występował na scenie w sztukach: America Hurrah (1969), Hair (1970), Tom Paine (1970), Hoje é Dia de Rock (1970), Peer Gynt Henrika Ibsena (1971) i Wesołe kumoszki z Windsoru (1972). Debiutował na ekranie w musicalu A Moreninha (1970) u boku Sônii Bragi i Davida Cardoso. Grał także w serialach telewizyjnych, m.in. indyjskiego Aritanę w TV Tupi Aritana (1978), Siódmy zmysł Rudy (Rudy de Sétimo Sentido, 1982) i rybaka Nô w miniserialu Riacho Doce (1990). W telenoweli Rede Globo Za wszelką cenę (Vale Tudo, 1988) wystąpił jako były-model César Ribeiro, partner Marii de Fátimy. W 2007 roku wyreżyserował swój pierwszy film O Signo da Cidade z udziałem Malvino Salvadora.

### Życie prywatne
W 1972 roku poślubił Carmen Monegal. Jednak w 1977 doszło do rozwodu. W 1980 roku poznał aktorkę i poetkę Bruną Lombardi, z którą się ożenił w 1994 roku. Mają syna Kima (ur. 1981). Zamieszkał wraz z rodziną w Los Angeles.

## Wybrana filmografia

### Filmy fabularne
- 1970: A Moreninha
- 1979: O Princípio do Prazer
- 1981: Eles não Usam Black-tie
- 1985: Sonho sem Fim
- 1987: Ele, o Boto jako Boto
- 1987: Leila Diniz jako Domingos de Oliveira
- 1988: Daleki transport (Jorge, um Brasileiro) jako Jorge
- 1996: The Best Revenge
- 1999: Dois Córregos jako Hermes
- 2006: Brasília 18% jako Olavo Bilac
- 2007: O Signo da Cidade
- 2010: Federal jako Vital

### Seriale TV
- 1971: O Preço de um Homem jako Lucas
- 1971: Szpital (Hospital) Tato
- 1972: Na Idade do Lobo
- 1972: Vitória Bonelli jako Mateus
- 1974: Supermanuela jako Ribamar
- 1975: A Viagem jako Júnior
- 1977: Éramos Seis jako Alfredo
- 1977: O Espantalho jako Ney
- 1978: Aritana jako Aritana
- 1980: Um Homem Muito Especial jako Rafael
- 1982: Sétimo Sentido jako Rudy
- 1983: Louco Amor jako Márcio
- 1988: Za wszelką cenę (Vale Tudo) jako César Ribeiro
- 1990: AEIO... Urca jako Tide (Aristide)
- 1990: Riacho Doce jako Nô
- 1997: A Indomada jako Zé Leandro
- 1999: Życie jak muzyka (Chiquinha Gonzaga) jako João Batista
- 2009: Trago Comigo jako Telmo Marinicov
- 2012: Guerra dos Sexos jako Vitório Leone